# Fabrice Santoro

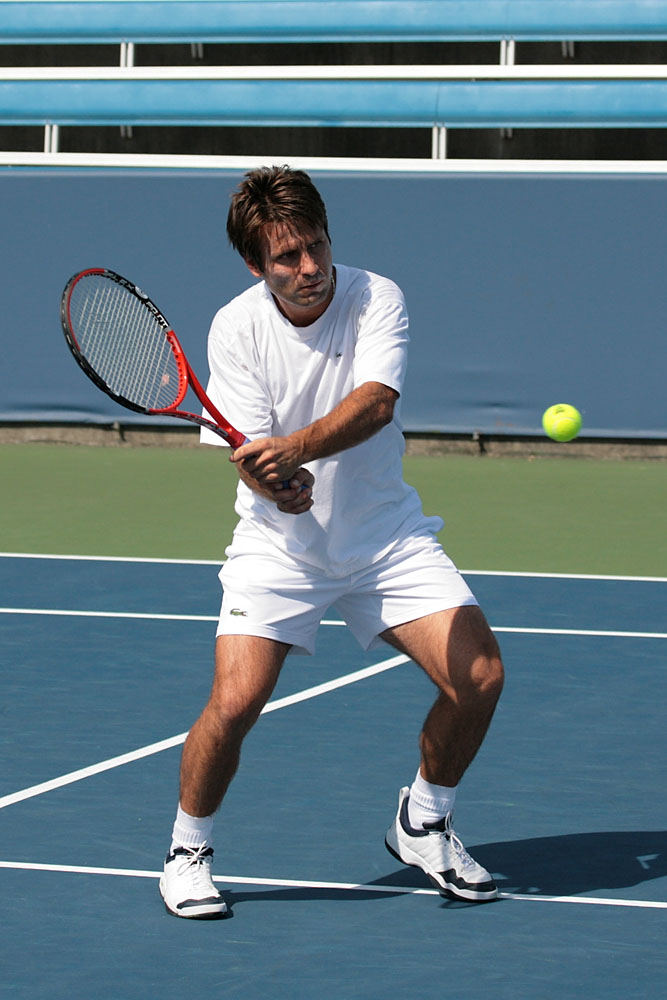
Fabrice Santoro.

Fabrice Santoro, född 9 december 1972 på Tahiti, är en  fransk tennisspelare som avslutade sin karriär 2010. Bär smeknamnet "Magikern" eftersom han spelar innovativt och slår ibland "omöjliga" slag, oftast med dubbelfattning på både fore- och bakhand. Han har slagit flera tidigare världsettor, exempelvis Pete Sampras, Andre Agassi och Marat Safin. Spelar sedan 1989 på ATP-touren och nummer 17 har varit hans högsta ranking (augusti 2001).
Santoro har vunnit sex singel- och 24 dubbeltitlar. I Grand Slam-sammanhang har han nått kvartsfinal i Australian Open som bäst i singel, men vunnit två titlar i dubbel och en i mixed.
I Franska Öppna 2004 besegrade han landsmannen Arnaud Clément med 6-4, 6-3, 6-7, 3-6, 16-14 på sex timmar och 33 minuter, vilket är den näst längsta tennismatchen i historien sedan sporten blev professionell.

## Titlar

### Singel (6)
- 1997 - Lyon
- 1999 - Marseille
- 2002 - Doha
- 2004 - Doha
- 2007 - Newport
- 2008 - Newport

### Dubbel (24)
varav i Grand Slam:
- 2003 - Australian Open (med Michaël Llodra)
- 2004 - Australian Open (med Michaël Llodra)